# Lipovlje
Lipovlje falu Horvátországban Lika-Zengg megyében. Közigazgatásilag Otocsánhoz tartozik

## Fekvése
Zenggtől légvonalban 28 km-re, közúton 48 km-re délkeletre, községközpontjától 6 km-re közúton12 km-re délnyugatra a Gacka völgyétől délre a Kis-Kapela és a Velebit-hegység között fekszik. Szétszórt hegyi település Švica és Kuterevo között.

## Története
1890-ben 171, 1910-ben 264 lakosa volt. A trianoni békeszerződésig Lika-Korbava vármegye Otocsáni járásához tartozott. Ezt követően előbb a Szerb–Horvát–Szlovén Királyság, majd Jugoszlávia része lett. Jugoszlávia felbomlása után 1991-ben a független Horvátország része lett. A falunak 2011-ben 213 lakosa volt. A szép táj és a tiszta levegő miatt a falusi turizmus ideális helyszíne.

## Lakosság
| Lakosság változása | Lakosság változása | Lakosság változása | Lakosság változása | Lakosság változása | Lakosság változása | Lakosság változása | Lakosság változása | Lakosság változása | Lakosság változása | Lakosság változása | Lakosság változása | Lakosság változása | Lakosság változása | Lakosság változása | Lakosság változása |
| ------------------ | ------------------ | ------------------ | ------------------ | ------------------ | ------------------ | ------------------ | ------------------ | ------------------ | ------------------ | ------------------ | ------------------ | ------------------ | ------------------ | ------------------ | ------------------ |
| 1857               | 1869               | 1880               | 1890               | 1900               | 1910               | 1921               | 1931               | 1948               | 1953               | 1961               | 1971               | 1981               | 1991               | 2001               | 2011               |
| 0                  | 0                  | 0                  | 171                | 260                | 264                | 254                | 408                | 648                | 519                | 453                | 387                | 358                | 307                | 242                | 213                |

## Nevezetességei
Máig fennmaradtak a falu hagyományos építésű szép régi házai.